# موریس ژیلیس
موریس ژیلیس (فرانسوی: Maurice Gillis‎; ۶ نوامبر ۱۸۹۷ – ۲۲ مارس ۱۹۸۰) بازیکن فوتبال اهل بلژیک بود.
از باشگاه‌هایی که در آن بازی کرده است می‌توان به باشگاه فوتبال استاندارد لیژ اشاره کرد.
وی همچنین در تیم ملی فوتبال بلژیک بازی کرده است.